# Teresa Sesé
Teresa Sesé (Broto, Osca, 1961) és una periodista establerta a Catalunya. Llicenciada en Ciències de la Informació per la Universitat Autònoma de Barcelona. Va col·laborar en diversos mitjans com Ràdio Nacional d'Espanya o la desapareguda Viure a Barcelona abans d'incorporar-se a La Vanguardia el 1986. En aquest diari ha format part de les seccions de Política i Magazine, i des de 1989 és redactora de Cultura. Especialitzada en temes d'art, cobreix per aquest diari l'actualitat artística nacional i internacional, així com temes relacionats amb la política cultural.